# Miljø- og Ligestillingsministeriet

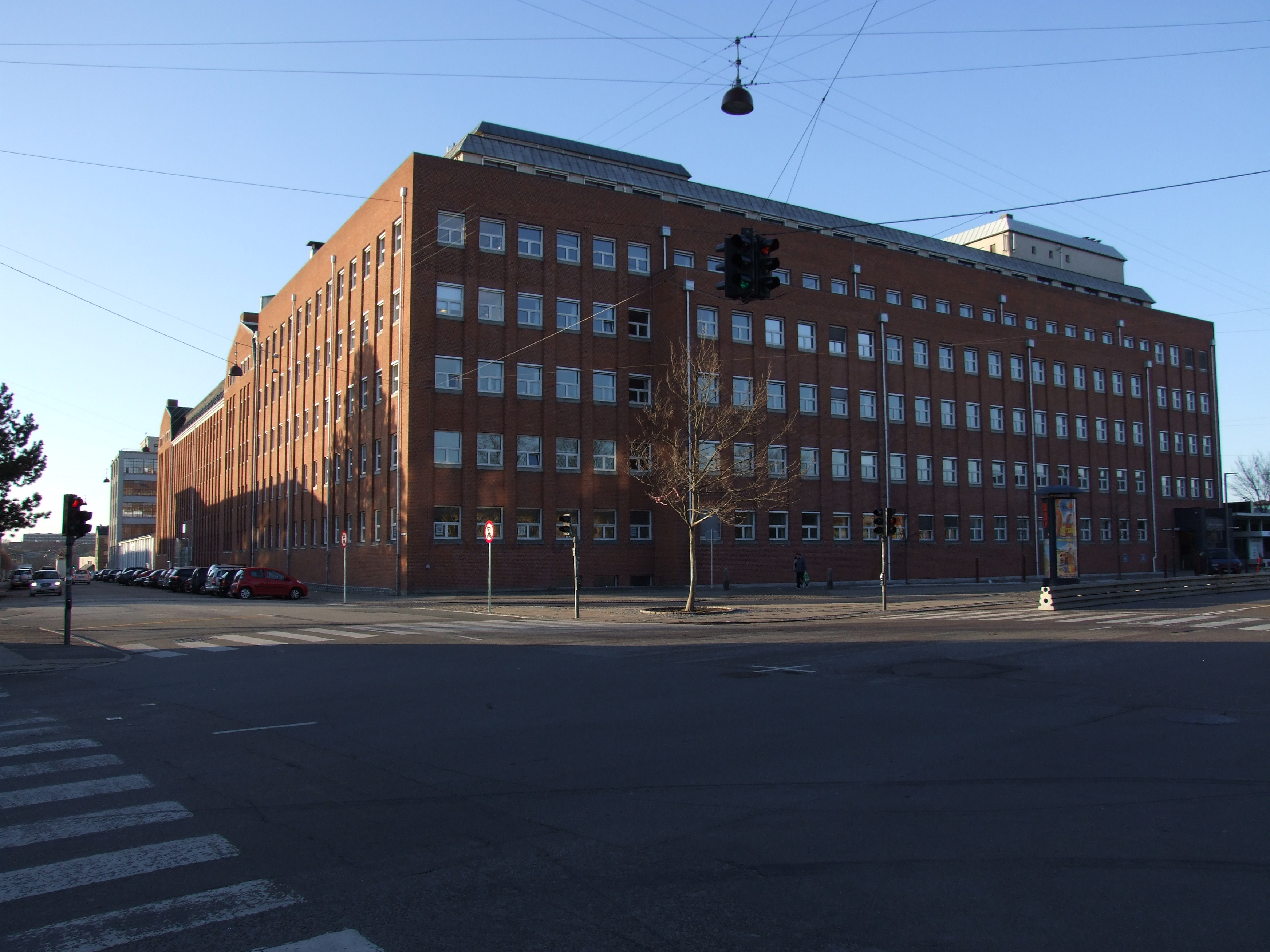
Büros des dänischen Umweltministeriums im Stadtteil Nørrebro in Kopenhagen (2011)

Miljø- og Ligestillingsministeriet ist das Umwelt- und Gleichstellungsministerium des Königreiches Dänemark, das rund 2.500 Mitarbeiter beschäftigt. Amtssitz ist Frederiksholms Kanal 26 im Zentrum Kopenhagens. Es ist in der Vergangenheit wiederholt mit anderen Fachbereichen (Energie, Nahrungsmittel, Landwirtschaft) zusammengelegt worden. Minister ist seit 15. Dezember 2022 der Sozialdemokrat Magnus Heunicke.

## Gliederung
Das Ministerium gliederte sich in zwei Behörden:
- Miljøstyrelsen (dt. Umweltbehörde): Naturschutz und -verwaltung, Wasserversorgung und -qualitätssicherung, Grundwasserkartografierung
- Naturstyrelsen (Naturbehörde): Wälder und andere Naturareale, Renaturierung, Jagd
  - Kystdirektoratet (Küstenamt): Küstenschutz einschließlich Unterschutzstellung von Küstendünen, Wahrnehmung der Hoheitsrechte über die Territorialgewässer, Vermessungen, Bekämpfung der Meeresverschmutzung

Die Ministerialverwaltung führt Henrik Studsgaard.

## Entwicklung
Gegründet wurde es 1971 unter dem Namen Ministeriet for Forureningsbekæmpelse (Ministerium für die Bekämpfung von Umweltverschmutzung). Von 1973 bis 1994 und 2001 bis 2015 trug es den Namen Miljøministeriet. Während einer Zusammenlegung mit dem Energieministerium von 1994 bis 2001 existierte Miljø- og Energiministeriet (Umwelt- und Energieministerium). Im November 2020 wurde das Umweltministerium wieder zu einem eigenständigen Haus aufgewertet.
Zum Aufgabenbereich im Zeitraum 2001–2015 gehörten unter anderem Umwelt- und Naturschutz, Forstwirtschaft sowie geologische Bestandsaufnahmen. Neben dem Beschwerdeausschuss Natur- og Miljøklagenævnet bestanden unter dem Dach des Ministeriums drei Behörden:
| Institution              | Beschreibung | Sitz       |
| ------------------------ | --- | ---------- |
| Kort & Matrikelstyrelsen | Die Karten- und Katasterbehörde erstellt Karten und sammelt Geodaten, die neben dem öffentlichen Sektor auch Bürgern und Unternehmen zur Verfügung gestellt werden.                                | Kopenhagen |
| Miljøstyrelsen           | Die Hauptaufgaben der Umweltbehörde liegen im Umweltschutz, wozu in Abstimmung mit der EU und dänischen Behörden Strategien und Handlungspläne aufgestellt werden. 3 dezentrale Einheiten          | Kopenhagen |
| Naturstyrelsen           | Die Naturbehörde entstand durch die Zusammenlegung der Wald- und Naturbehörde (Skov- og Naturstyrelsen) und der Stadt- und Landschaftsbehörde (By- og Landskabsstyrelsen). 21 dezentrale Einheiten | Kopenhagen |